# Bogdan Szydło
Bogdan Szydło – polski matematyk, doktor habilitowany nauk matematycznych. Specjalizuje się w teorii liczb. Adiunkt na Wydziale Matematyki i Informatyki Uniwersytetu im. Adama Mickiewicza w Poznaniu, gdzie pracuje w Zakładzie Arytmetycznej Geometrii Algebraicznej. Habilitował się w 2009 na podstawie oceny dorobku naukowego i pracy pt. Metody spektralne w addytywnym problemie dzielników i teorii L-funkcji Heckego. Artykuły publikował w takich czasopismach jak m.in. "Acta Arithmetica" oraz "Mathematische Annalen".
Należy do Polskiego Towarzystwa Matematycznego.